# Trey Gilder
George "Trey" Gilder III (Dallas, Texas, 24 de enero de 1985) es un jugador de baloncesto estadounidense que es agente libre. Con 2,06 metros de estatura, juega en la posición de alero.

## Trayectoria deportiva

### Universidad
Comenzó su etapa universitaria en la Universidad Estatal McNeese, donde sólo jugó dos partidos, siendo transferido al Tyler Junior College, de donde pasó finalmente a los Demons de la Universidad Estatal del Noroeste, jugando dos temporadas en las que promedió 14,5 puntos, 4,9 rebotes y 1,5 asistencias por partido. En su última temporada fue incluido en el mejor quinteto de la Southland Conference, tras liderar a los Demons en anotación (16,4) y rebotes (6,2), colocándose en novena posición de los mayores anotadores históricos en una temporada, tras conseguir 542 puntos.

### Profesional
Tras no ser elegido en el Draft de la NBA de 2008, sí lo fue en el de la NBA D-League, en el puesto 15 por los Colorado 14ers, con los que jugó una temporada en la que promedió 13,7 puntos y 5,5 rebotes por partido, proclamándose campeón de liga.
En agosto de 2009 fichó por los Memphis Grizzlies de la NBA, pero únicamente disputó dos partidos en los que consiguió una única canasta, siendo posteriormente despedido. Firmó semanas después con los Maine Red Claws, de vuelta en la liga de desarrollo, donde promedió 14,3 puntos y 5,5 rebotes por partido, antes de ser traspasado a los Albuquerque Thunderbirds, donde terminó la temporada. Ese año disputó el All-Star, y se proclamó campeón del concurso Shooting Stars junto con Pat Carroll y Carlos Powell.
En 2010 ficha por el KK Zagreb de la liga croata, marchándose posteriormente a la liga australiana fichando por los Sydney Kings, donde jugaría 20 partidos, en los que promedió 13,2 puntos y 5,5 rebotes.
En enero de 2012 es traspasado a los Sioux Falls Skyforce de los Canton Charge a cambio de una futura tercera ronda del draft de la NBA D- League.

## Estadísticas de su carrera en la NBA

### Temporada regular
| Año     | Equipo  | PJ | PT | MPP | %TC   | %3P  | %TL  | RPP | APP | ROB | TPP | PPP |
| ------- | ------- | -- | -- | --- | ----- | ---- | ---- | --- | --- | --- | --- | --- |
| 2010–11 | Memphis | 2  | 0  | 2.5 | 1.000 | .000 | .000 | .5  | .0  | .5  | .0  | 1.0 |
| Total   |         | 2  | 0  | 2.5 | 1.000 | .000 | .000 | .5  | .0  | .5  | .0  | 1.0 |